# Шевчик, Михал (актёр)
Ми́хал Ше́вчик (пол. Michał Szewczyk, настоящие имя и фамилия — Эугениуш Шевчик, 29 июля 1934, Лодзь, — 8 февраля 2021) — польский актёр театра, кино, телевидения. Заслуженный деятель культуры ПНР (1985).

## Биография
В 1958 году окончил театральное училище в Лодзи. С 1958 года — актёр лодзинского Всеобщего театра (Teatr Powszechny).
В 1965—1992 г. сыграл в 15 телеспектаклях в польском Театре Телевидения. В течение многих лет одновременно с театральной, занимался и преподавательской деятельностью.

## Творчество

### Роли в кино
- 1957 — Конец ночи / Koniec nocy — Витек
- 1957 — Сокровище капитана Мартенса / Skarb kapitana Martensa — Муха
- 1957 — Земля / Ziemia — Сташек
- 1957 — Эроика / Eroica — повстанец
- 1958 — Король Матиуш I / Król Macius I — подросток
- 1958 — Покушение / Zamach — Орел
- 1958 — Позвоните моей жене / Zadzwońcie do mojej żony — Песан
- 1958 — Пан Анатоль ищет миллион — Франек, член банды
- 1958 — Галоши счастья — негр из летающей тарелки
- 1959 — Сигналы / Sygnały — Фелек
- 1960 — Тысяча талеров / Tysiąc talarów — свадебный гость
- 1961 — История желтой туфельки / Historia żółtej ciżemki
- 1961 — Сегодня ночью погибнет город / Dziś w nocy umrze miasto — гость в «Астории»
- 1961 — Действительность / Rzeczywistość
- 1962 — О тех, кто украл Луну
- 1962 — Дом без окон / Dom bez okien — ассистент
- 1963 — Взорванный мост / Zerwany most — Алекс
- 1963 — Уикенды / Weekendy — Анджей
- 1963 — Йокмок / Yokmok
- 1964 — Закон и кулак — милиционер
- 1964 — Цвета борьбы / Barwy walki − партизан Франек
- 1965 — День последний, день первый / Dzień ostatni, dzień pierwszy — бандит
- 1965 — Капитан Сова идёт по следу / Kapitan Sowa na tropie (первый польский криминальный телесериал) — Албин, сотрудник капитана Совы
- 1967 — Ставка больше, чем жизнь (телесериал) — Франек, польский солдат арестовавший Клосса
- 1968 — С природой на ты / Z przygodą na ty − Юзек, помощник лесничего
- 1968 — Плечом к плечу (Направление — Берлин) / Kierunek Berlin — Михал Бадзьох, рядовой Войска Польского
- 1969 — Последние дни / Ostatnie dni — Михал Бадзьох, рядовой Войска Польского
- 1970 — Перстень княгини Анны / Pierścień księżnej Anny — крестоносец
- 1971 — Автомобильчик и тамплиеры / Samochodzik i templariusze (телесериал) — Михал Пиотровский, искатель сокровищ
- 1974 — Победа / Zwycięstwo — Михал Бадзьох, рядовой Войска Польского
- 1980 — Возрождение Польши / Polonia Restituta — член делегации Первой бригады у Пилсудского
- 1985 — Женщина из провинции / Kobieta z prowincji — клиент в ресторане
- 1987 — Пантарей / Pantarej — Валерек
- 1998 — Сизифов труд (телесериал) / Syzyfowe prace — учитель
- 2000 — Сизифов труд / Syzyfowe prace — учитель
- 2000 — Запах дождя / Zapach deszczu (короткометражный)
- 2009 — Золушка. Свобода в нас / Popiełuszko. Wolność jest w nas
- 2011 — Княжество / Księstwo
- 2001 — Подруги / Koleżanki — старик в автобусе

## Награды
- Золотой Крест Заслуги (1985).
- Медаль 40-летия Народной Польши (1985).
- Золотая медаль «За заслуги в культуре Gloria Artis» (2020)[2].
- Серебряная медаль «За заслуги в культуре Gloria Artis» (2015)[2].
- Заслуженный деятель культуры ПНР (1985).